# Herpetogramma sphingealis
Herpetogramma sphingealis es una especie de polilla del género Herpetogramma, categorizada en la tribu Herpetogrammatini, de la subfamilia Spilomelinae. Fue descrita por Handfield & Handfield en 2011.
Habita en zonas oscuras de bosques xéricos.

## Descripción
Los machos cuentan con una envergadura de 34-37 mm y las hembras de 31-34 mm.

## Distribución
Se distribuye por América del Norte.